# Daustinia
Genre
Daustinia est un genre de plantes de la famille des Convolvulaceae.

## Synonymes
Daustinia a un synonyme selon Plants of the World online (POWO) (4 décembre 2020) :
- Austinia Buril & A.R.Simões, 2014

C’est un synonyme remplacé en raison de la description antérieure du genre de mousses Austinia Müll.Hal., 1875.

## Liste d'espèces
Selon Catalogue of Life (4 décembre 2020), Plants of the World online (POWO) (4 décembre 2020), World Checklist of Selected Plant Families (WCSP) (4 décembre 2020) et Tropicos (4 décembre 2020) :
- Daustinia montana (Moric.) Buril & A.R.Simões (2015)